# Ingagi – Der Herr der Wildnis
Ingagi – Der Herr der Wildnis ist ein US-amerikanischer Film von William Campbell aus dem Jahr 1930. Er gibt vor ein Dokumentarfilm über Gorillas, die in Belgisch-Kongo Frauen als Sexsklaven halten, zu sein. Damit ist er ein frühes Beispiel für den Mondo-Film sowie das Genre des Exploitationfilms.

## Handlung
Der Film ist im Stil eines Dokumentarfilms gedreht. Sir Hubert Winstead und David Swayne sind als Forscher der britischen Royal Geological Society in Belgisch-Kongo unterwegs. Dabei treffen sie auf eine Reihe von exotischen Tieren, wie einen 65-Fuß-langen Python sowie eine neue Spezies, das sogenannte Tortadillo. Ein Kameramann wird von einem wilden Löwen getötet, die Gruppe selbst erschießt ein Baby-Nashorn.
Am Ende treffen sie auf einen afrikanischen Stamm von Frauen, die von Gorillas als Sexsklaven gehalten werden. Die letzten zehn Minuten des Films zeigen eine Opferzeremonie, bei der eine Afrikanerin dem Gorilla geopfert werden soll, damit der Stamm weiterleben darf. Swayne erschießt die „Bestie“.

## Hintergrund
Der Film wurde von Congo Pictures produziert. Obwohl der Film einige Kritiker wie Mar Tinée vom Chicago Tribune überzeugte, wurde er recht schnell als Fälschung entlarvt. So fand man heraus, dass ein Großteil der Szenen aus Grace Mackenzies Heart of Africa (1915) stammte.  Im Film werden außerdem überwiegend Archivaufnahmen von Orang-Utans, nicht von Gorillas, gezeigt. Außerdem wurde ein Großteil der Szenen im Zoo von William Siegel in Los Angeles gedreht, der speziell für Dschungelfilme eingerichtet wurde. Ergänzt wurden außerdem Aufnahmen eines Schauspielers im Gorilla-Kostüm. Von den restlichen Tieren, die gefilmt wurden, leben einige nicht einmal in Afrika. Auch wurden einige Schwarze aus South Central als Schauspieler eingesetzt sowie Frauen aus dem Showbiz, die per Blackfacing Schwarze darstellen sollten.
Der Film wurde mit einer zur damaligen Zeit beispiellosen Marketingkampagne in die Kinos gebracht. So wurde die Lobby in eine afrikanische Sammlung verwandelt und es wurden Handzettel verteilt, die auf die dokumentarische Sensation hinweisen sollten. Im Kino Orpheum in San Francisco erzielte der Film innerhalb einer Woche 23.000 US-Dollar an Einnahmen. Auch in Seattle brach der Film den dortigen Hausrekord. Er wurde von RKO Pictures aufgekauft, die sich die nationalen Rechte sicherten. Insgesamt soll er um die 4 Millionen US-Dollar eingespielt haben.
Die American Nature Association und ihr Publikationsorgan Nature Magazine warnte vor diesem und ähnlichen Filmen, da sie das Dokumentarfilm-Genre durch den Schmutz ziehen würden. Die American Society of Mammalogists bezeichnete den Film als „groteske Fehlinterpretation der tatsächlichen Geschichte Afrikas, das dabei noch behaupte, eine echte Expedition darzustellen“. Der Film wurde des Weiteren als rassistisch bezeichnet, da er Stereotype schwarzer Sexualität und angeblicher Zoophilie aufgriff und als Tatsachen darstellte. Schließlich intervenierte die Gesellschaft der Motion Picture Producers and Distributors of America und verbot den Film. Da sich Hollywood jedoch noch in der Zeit des Pre-Codes befand, wurde dies uneinheitlich gehandhabt. Drei Jahre später untersagte die Federal Trade Commission der Produktionsgesellschaft das Werben mit den Worten „authentisch“ und bestätigte, dass das Wort „Ingagi“ eine Erfindung der Filmemacher war.

## Bedeutung
Der Film wurde als einer der ersten Exploitationfilme angesehen. Der Film erzielte mehrere Rekorde im Box Office und war so populär, dass ein Tin-Pan-Alley-Songwriter dem Affen das Lied My Ingagi widmete.
Der finanzielle Erfolg des Films soll RKO Pictures dazu inspiriert haben Merian C. Coopers King Kong und die weiße Frau (1933) grünes Licht zu geben.
Der Film gilt entgegen anderslautender Gerüchte nicht als verschollen. Bisher wurde er jedoch noch nicht in die National Film Registry der Library of Congress eingetragen.
Der Film Son of Ingagi von 1940 übernahm den titelgebenden Charakter. Dabei handelte es sich jedoch nicht mehr um eine Fake-Dokumentation, sondern um einen unabhängig produzierten Horrorfilm, der als erster Horrorfilm mit einer komplett schwarzen Besetzung gilt.